# Oxyopes crewi
Oxyopes crewi là một loài nhện trong họ Oxyopidae.
Loài này thuộc chi Oxyopes. Oxyopes crewi được Elizabeth Bangs Bryant miêu tả năm 1948.